# Josep Masip i Triquell
Josep Masip i Triquell   (Lleida, c. 1835 - Tarragona, segle XIX) va ser un impressor català.

## Biografia
Fill de Josep Macip, natural de La Granadella, i de Maria Triquell, de Juncosa. Es casà l'11 de juliol de 1858 a Tarragona amb Francesca Serra i Mas tots de Tarragona. Instal·lat com a impressor a Tarragona el 1858, va traslladar-se a Reus a mitjans del 1861, on es vinculà amb el món cultural de la ciutat. Membre de la societat Centre de Lectura, s'oferí d'impressor a aquella entitat, que es plantejava editar la segona època de l'Eco del Centro de Lectura. El governador de Tarragona autoritzà Josep Masip a instal·lar una impremta a Reus amb el nom d'Imprenta del Centro de Lectura, i el 5 de gener de 1862 sortia el primer número de la revista. Pere Anguera explica que la Junta de l'entitat va cedir a Josep Masip "un tros de pati i la llum i el gas que necessiti, gratuïtament..." per a col·locar-hi la maquinària d'imprimir. Tot i aquestes condicions, que semblaven bones, Josep Masip, a finals de 1862, s'instal·là a la plaça del Mercadal en un local propi.
A més de l'Eco del Centro de Lectura, imprimí també l'Álbum de Euterpe de la mateixa entitat. Per les festes de carnaval del 1862 i 1863, va imprimir els bans carnavalescos, i goigs i romanços, de fàcil venda, sempre amb la indicació d'Impremta del Centre de Lectura "a cargo de J. Masip". Va imprimir també algunes publicacions de l'entitat. El novembre de 1862 es va suspendre governativament l'Eco del Centro de Lectura, i l'impressor es quedà sense gaire feina, ja que va tenir algunes discrepàncies amb l'entitat i la Viuda i Fill de Sabater van aconseguir la impressió de l'Álbum de Euterpe. Però Masip no havia tancat la impremta a Tarragona, i allà imprimí novel·les i llibrets de poesia, com per exemple un del seu amic Francesc Bartrina, amb qui es relacionava als cercles culturals reusencs.
El 1863 imprimia a Reus la Revista del Ateneo, portaveu de l'Ateneo Artístico y Literario, de la qual n'era també editor responsable, i que tenia com a director el seu amic Francesc Bartrina. Masip va ser un dels socis actius de l'entitat. L'impressor tenia al seu local de la plaça del Mercadal de Reus, a més d'una llibreria i la maquinària de la impremta, un centre de subscripcions de periòdics i revistes de tot l'estat, que portava el seu soci Josep Prats. Prats havia estat director del Diario de Reus el 1859, quan Bofarull, que l'havia fundat, en deixà la direcció. L'historiador reusenc Pere Anguera diu que l'1 de setembre de 1866 va imprimir el primer número de El Imparcial Reusense, que editava el polític conservador Antoni Sedó Pàmies, per defensar la monarquia borbònica. Durant aquell any, va usar el nom d'"Imprenta de El Imparcial Reusense a cargo de José Masip", en diverses publicacions. Masip va deixar progressivament de treballar a Reus i s'instal·là definitivament a Tarragona a partir de 1867, i en aquella ciutat va morir.Al 1870 té una ordre d'entrar a presó per delicte d'injúries a les Corts Constituents per mitjà d'un diari clandestí (diu que té 35 anys, casat i natural de Lleida.